# Columella

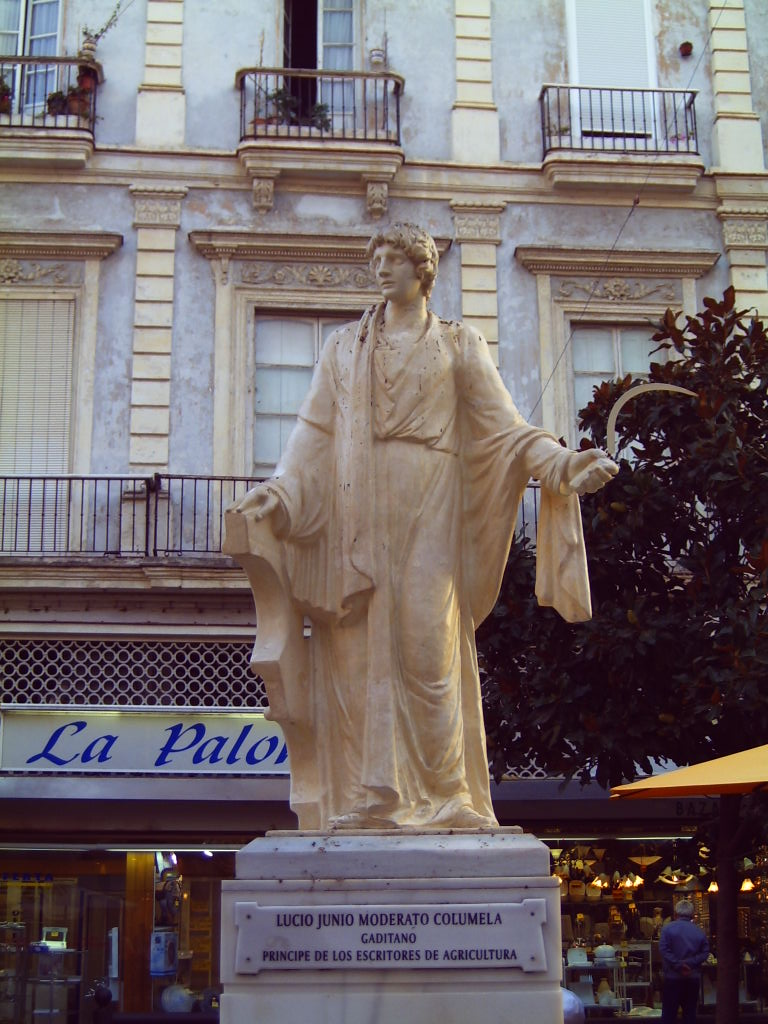
Statuie reprezentându-l pe Columella ţinând o seceră și un jug de boi

Lucius Junius Moderatus Columella (n. 4 d.Hr. la Gades, Hispania Baetica - d. c. 70) a fost un agrimensor și matematician roman.
Activitatea sa a fost consacrată problemelor de geometrie și celor cadastrale.
Columella a scris un tratat în 12 volume referitor la agricultura și viticultura romană.